# 聖安德烈亞斯 (加利福尼亞州)
聖安德烈亞斯（英語：San Andreas）是位於美國加利福尼亞州卡拉韋拉斯縣的一個人口普查指定地區，也是該縣的縣城。

## 地理
聖安德烈亞斯的座標為38°11′46″N 120°40′50″W / 38.19611°N 120.68056°W，而該地最高點為海拔高度310米（即1017英尺）。

## 人口
根據2010年美國人口普查的數據，聖安德烈亞斯的面積為21.741平方千米，當中陸地面積為21.700平方千米，而水域面積為0.041平方千米。當地共有人口2783人，而人口密度為每平方千米128人。